# لويس بوير (عالم فلك)
لويس بوير (بالفرنسية: Louis Boyer)‏ هو عالم فلك فرنسي، ولد في 20 يناير 1901 في باريس في فرنسا، وتوفي في 1999.